# El Patio
El Patio era un cabaret e un centro di intrattenimento situato a Città del Messico.  Dal 1938 al 1994 è stato un luogo esclusivo dove si esibivano artisti e gruppi famosi provenienti dal Messico e da altri paesi.

## Storia
El Patio fu inaugurato il 12 ottobre 1938 in Calle Atenas 9 nella Colonia Juárez a Città del Messico.  Era di proprietà dei magnati Don Vicente Miranda e Doña Conchita Vélez, e Don Emilio Velez Ramírez, che acquistarono il locale da Emilio Azcárraga Vidaurreta, che pochi mesi prima lo aveva chiamato El Patio Andaluz. Nel 1969 Francisco Aguirre Jiménez, fondatore del Grupo Radio Centro, ne rilevò la gestione. Il locale era esclusivo, si frequentava con un'etichetta rigorosa durante l'epoca d'oro del cinema messicano e solitamente veniva offerta una cena con un concetto gastronomico internazionale, con uno spettacolo o una presentazione musicale. Tra questi, negli ultimi tempi, si distinse il cantante José José, che si esibì per stagioni in quel luogo. Altri artisti messicani che si esibirono furono Lucha Villa, Pedro Vargas, Thalía, Juan Gabriel, Emmanuel e altri debuttanti come Los Panchos,  Alberto Domínguez, Jorge Negrete, Agustín Lara detto "El flaco de oro" e Lucía Méndez, anche atti umoristici come quelli di Germán Valdés Tin Tan, Sergio Corona e Juan Verdaguer. Sul suo palco si sono esibiti personaggi internazionali come Raffaella Carrà, Ray Conniff, Marlene Dietrich, Édith Piaf, Judy Garland, Sammy Davis Jr., Charles Aznavour e i The Platters. Tra gli artisti Messicani che hanno debuttato in questo sito ci sono anche Raffaello e Lola Beltrán. Il centro aveva frequentatori famosi come Walt Disney, María Félix, Diego Rivera, Frida Kahlo, Orson Welles, Manolete, Cantinflas e Gary Cooper, tra gli altri.
Il 15 maggio 1947 si tenne in questo luogo la prima cerimonia degli Ariel Awards.
Il sito chiuse i battenti nel 1994, con Lupita D'Alessio che fu l'ultima ad esibirsi sui suoi palchi.
Nel 2017 è stato ricreato grazie a Enrique Vélez , nipote dei fondatori, come parte delle location della serie televisiva José José, el Príncipe de la Canción , prodotta da Telemundo e Netflix.
Il 7 settembre 2021 viene pubblicato il libro: El Patio, Crónica de un Espectáculo, dalla casa editrice EpicBook. Una biografia cronaca, che è stata accolta molto bene dal pubblico e dalla critica.
Il 24 maggio 2024, un incendio, probabilmente doloso, distrugge completamente l'interno del locale, lasciando intatta solo la facciata con il nome. Il 3 giugno 2024, durante i lavori di rimozione delle macerie, probabilmente dovuto alle vibrazioni prodotte delle ruspe, crolla anche la facciata de El Patio, danneggiando anche un'auto e un autobus turistico che erano parcheggiati di fronte e mettendo definitivamente fine alla sua esistenza.